# Planogamia
Planogamia – typ rozmnażania płciowego polegający na łączeniu się dwóch ruchomych gamet. Jest jedną z odmian gametogamii, która jest najbardziej rozpowszechnionym typem rozmnażania w przyrodzie.
Przeciwieństwem planogamii jest aplanogamia.